# Селемджинский район
Селемджи́нский район — административно-территориальная единица (район) и муниципальное образование (муниципальный район) в Амурской области России.
Административный центр — посёлок городского типа Экимчан.

## География

Тайга в Селемджинском районе

Селемджинский район располагается в восточной части Амурской области. На севере-востоке, юго-востоке и юге граничит с Хабаровским краем, на юго-западе и западе — с Мазановским, на северо-западе — с Зейским районами области.
Площадь территории — 46,7 тыс. км² (12,9 % территории Амурской области).
Селемджинский район приравнен к районам Крайнего Севера.

## История
4 января 1926 года в соответствии с Декретом ВЦИК РСФСР в составе Амурского округа Дальневосточного края был образован Селемджино-Буреинский район с центром в селе Экимчан. 30 июля 1930 года Амурский округ, как и большинство остальных округов СССР, был упразднён, его районы отошли в прямое подчинение Дальневосточного края. 

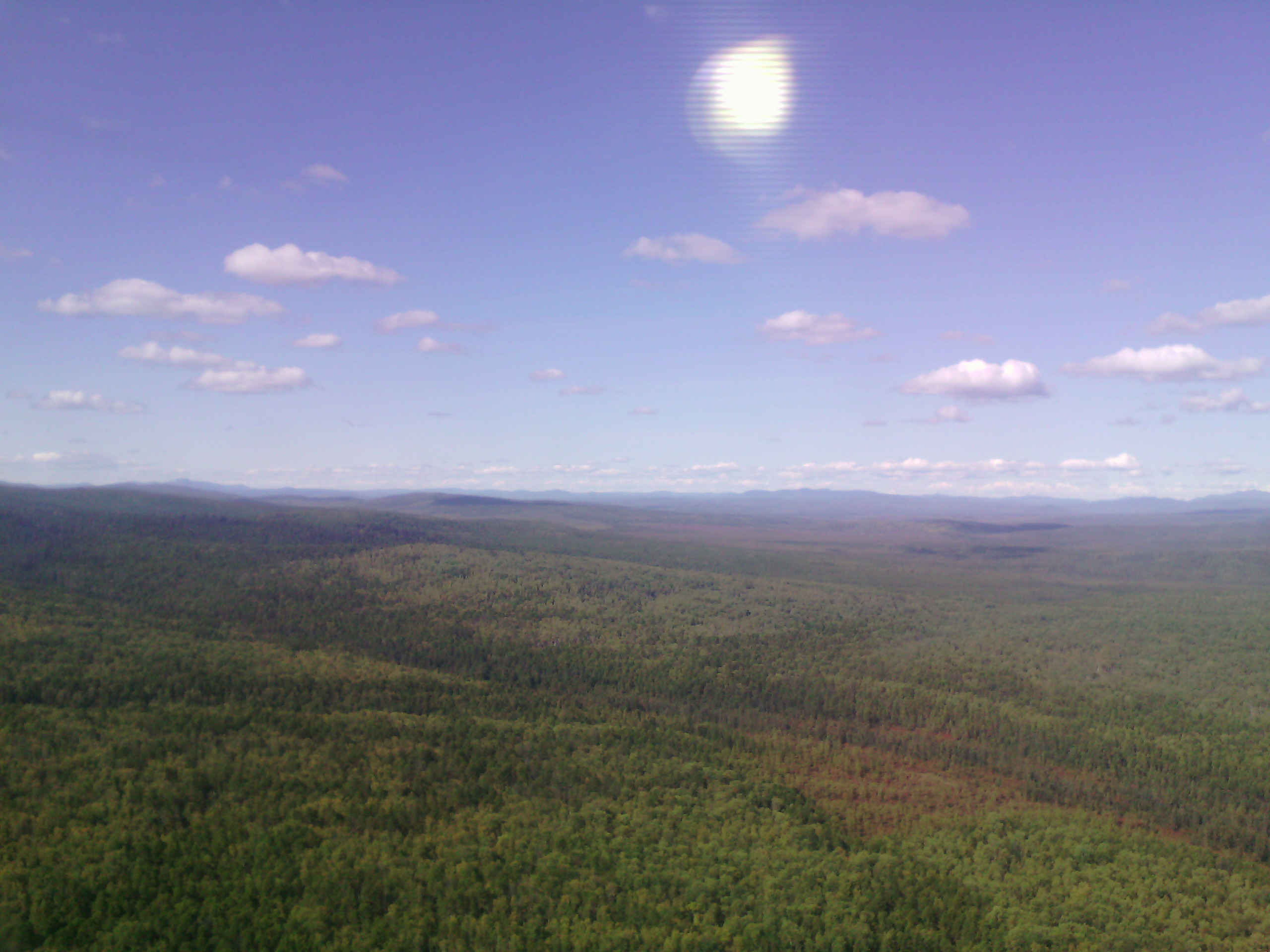
Тайга (вид с вертолёта)

20 октября 1932 года решением ВЦИК и СНК РСФСР о новом территориальном делении и районировании края район был включён в состав созданной Амурской области. 16 июля 1940 года указом Президиума Верховного Совета РСФСР Селемджино-Буреинский район был переименован в Селемджинский район.
С 1 января 2006 года в соответствии с Законом Амурской области от 28 июня 2005 года № 25-ОЗ на территории района образованы 10 муниципальных образований: 7 городских и 3 сельских поселений. В 2008 году к категории сельских населённых пунктов отнесён посёлок Стойба, в 2010 году — посёлок Златоустовск, в 2012 году — посёлки Коболдо и Огоджа. Таким образом, в состав района входят 3 городских и 7 сельских поселений.

## Население
| 1959    | 1970    | 1979    | 1989    | 1990    | 1995    | 2000    |
| ------- | ------- | ------- | ------- | ------- | ------- | ------- |
| 13 753  | ↘11 926 | ↗12 959 | ↗20 632 | ↘20 413 | ↘16 757 | ↘12 945 |
| 2001    | 2002    | 2003    | 2004    | 2008    | 2009    | 2010    |
| ↘12 500 | ↘11 808 | ↘11 800 | ↘11 700 | ↘11 400 | ↘11 192 | ↗11 639 |
| 2011    | 2012    | 2013    | 2014    | 2015    | 2016    | 2017    |
| ↘11 622 | ↘11 443 | ↘11 215 | ↘10 971 | ↘10 666 | ↘10 574 | ↘10 396 |
| 2018    | 2019    | 2020    | 2021    | 2023    |         |         |
| ↘10 260 | ↘9970   | ↘9802   | ↘7656   | ↘7262   |         |         |

## Административное деление
В Селемджинский район входят 10 муниципальных образований, в том числе 3 городских поселений и 7 сельских поселений:
| №        | Муниципальное образование       | Административный центр | Количество населённых пунктов | Население (чел.) | Площадь (км²) |
| -------- | ------------------------------- | ---------------------- | ----------------------------- | ---------------- | ------------- |
| 1e-06    | Городские поселения:            |                        |                               |                  |               |
| 1        | рабочий посёлок (пгт) Токур     | пгт Токур              | 1                             | 579              | 153,00        |
| 2        | рабочий посёлок (пгт) Февральск | пгт Февральск          | 2                             | 3495             | 1348,00       |
| 3        | рабочий посёлок (пгт) Экимчан   | пгт Экимчан            | 1                             | 764              | 214,00        |
| 3.000002 | Сельские поселения:             |                        |                               |                  |               |
| 4        | Златоустовский сельсовет        | посёлок Златоустовск   | 2                             | 639              | 114,00        |
| 5        | Ивановский сельсовет            | село Ивановское        | 1                             | 317              | 86,30         |
| 6        | Исинский сельсовет              | посёлок Иса            | 1                             | 380              | 94,20         |
| 7        | Коболдинский сельсовет          | село Коболдо           | 1                             | 275              | 70,00         |
| 8        | Норский сельсовет               | село Норск             | 2                             | 166              | 197,00        |
| 9        | Огоджинский сельсовет           | село Огоджа            | 1                             | 207              | 91,00         |
| 10       | Стойбинский сельсовет           | село Стойба            | 2                             | 366              | 323,00        |

Законами от 2 мая 2012 года рабочие посёлки (пгт) Огоджа и Коболдо были преобразованы в сельские населённые пункты (сёла), а городские поселения преобразованы в сельские поселения (сельсоветы)..

### Населённые пункты
В Селемджинском районе 14 населённых пунктов.
| №  | Населённый пункт | Тип нп  | Муниципальное образование       | Население нп (чел.) |
| -- | ---------------- | ------- | ------------------------------- | ------------------- |
| 1  | Бысса            | село    | Норский сельсовет               | →39                 |
| 2  | Златоустовск     | посёлок | Златоустовский сельсовет        | ↗651                |
| 3  | Ивановское       | село    | Ивановский сельсовет            | ↘317                |
| 4  | Иса              | посёлок | Исинский сельсовет              | ↘380                |
| 5  | Коболдо          | село    | Коболдинский сельсовет          | ↘275                |
| 6  | Норск            | село    | Норский сельсовет               | ↘291                |
| 7  | Огоджа           | село    | Огоджинский сельсовет           | ↘207                |
| 8  | Ольгинск         | посёлок | Златоустовский сельсовет        | ↗103                |
| 9  | Селемджинск      | село    | Стойбинский сельсовет           | →22                 |
| 10 | Стойба           | село    | Стойбинский сельсовет           | ↘687                |
| 11 | Токур            | пгт     | рабочий посёлок (пгт) Токур     | ↘579                |
| 12 | Февральск        | пгт     | рабочий посёлок (пгт) Февральск | ↘3495               |
| 13 | Февральское      | село    | рабочий посёлок (пгт) Февральск | ↘254                |
| 14 | Экимчан          | пгт     | рабочий посёлок (пгт) Экимчан   | ↘764                |

### Упразднённые населённые пункты
- село Мариинск Стойбинского сельсовета (законом от 2011 года)[29]

## Экономика

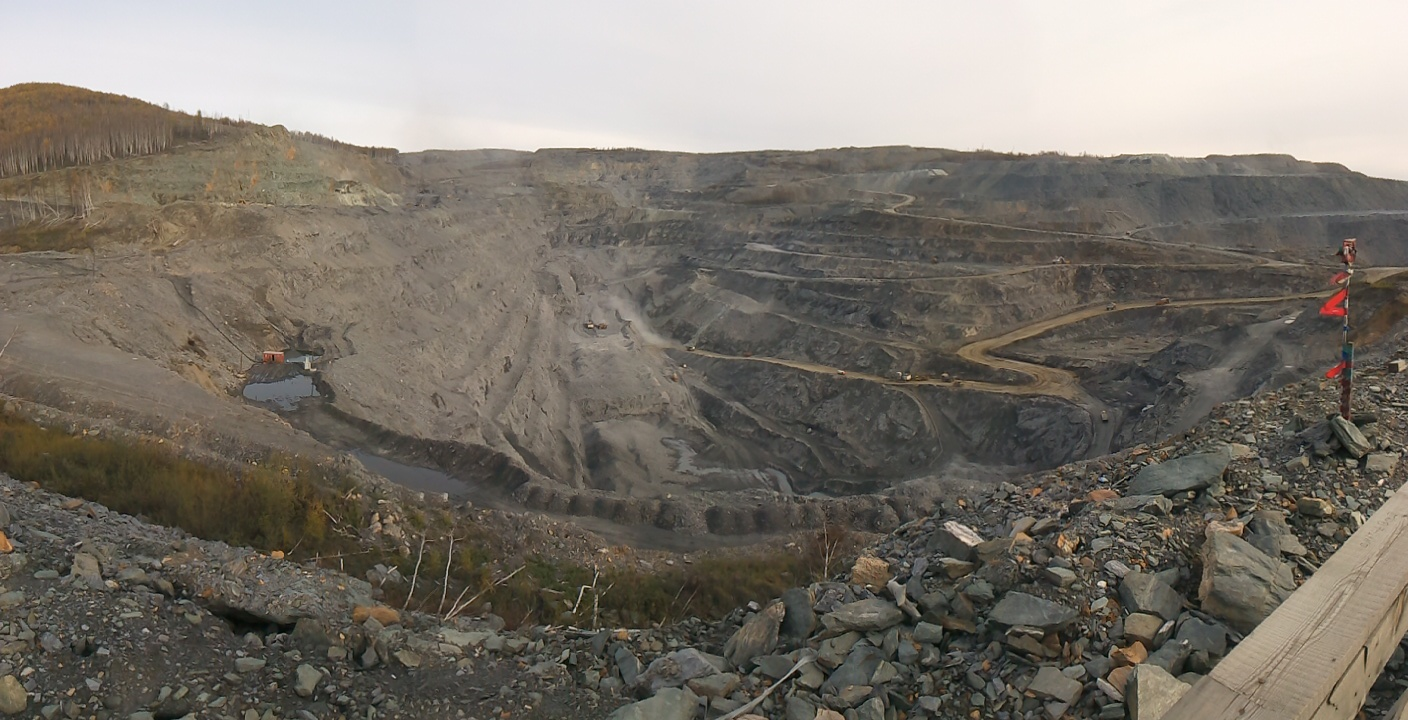
Карьер рудника «Албын»

С момента своего образования Селемджинский район специализировался как золотодобывающий. В дореволюционные годы здесь работали 150 приисков, золото добывали старательским способом. В настоящее время на территории района осуществляют добычу золота 12 предприятий, три из которых — градообразующие: ЗАО «Хэргу», ОАО ЗДП «Коболдо», ООО «Токурский рудник». Крупнейшими предприятиями района являются ООО «Албынский рудник», ООО «Маломырский рудник» ГК Петропавловск с суммарной добычей золота 10,9 тонны (2019 год).

## Транспорт
Для транспортных сообщений в районе используется автомобильный и воздушный виды транспорта, эксплуатируется участок Тындинского региона Дальневосточной железной дороги.

## Охрана природы
На территории района расположен Норский заповедник и заказники Гербиканский и Альдикон.